# Memotech RS 128
Memotech RS 128 (RS 128) је кућни рачунар, производ фирме Memotech који је почео да се израђује у Уједињеном Краљевству током 1984. године.
Користио је Zilog Z80 A као централни микропроцесор а РАМ меморија рачунара RS 128 је имала капацитет од 128 KB (до 512 KB). 

## Детаљни подаци
Детаљнији подаци о рачунару RS 128 су дати у табели испод.
|                       |                                                                                                 |
| [ 1 ]                 |                                                                                                 |
| Произвођач            |                                                                                                 |
| Тип                   | кућни рачунар                                                                                   |
| Меморија              | 128 (до 512 )                                                                                   |
| Поријекло             | Уједињено Краљевство                                                                            |
| Година                | 1984                                                                                            |
| Тастатура             |                                                                                                 |
| Процесор              |                                                                                                 |
| Фреквенција процесора | 4                                                                                               |
| RAM                   | 128 (до 512 )                                                                                   |
| ROM                   | 24                                                                                              |
| Текст                 | 40 x 25 / 32 x 24                                                                               |
| Графика               | 4 мода, највише : 256 x 192                                                                     |
| Боја                  | највише 16                                                                                      |
| Звук                  | 3 гласа / 6 октава                                                                              |
| Димензије             | 50,8 (ширина) x 30,4 (дубина) x 10,3 (висина) (CPU) / 9,4 (CPU), 5,5 (монитор), 2,5 (тастатура) |
| Портови               |                                                                                                 |
| Оперативни систем     | [[]]                                                                                            |